# 沢木欣一
沢木 欣一（さわき きんいち、1919年〈大正8年〉10月6日 - 2001年〈平成13年〉11月5日 ）は、富山県出身の俳人。「風」を主宰、戦後の社会性俳句を主唱した。妻は俳人の細見綾子。

## 経歴
富山市生まれ。父が朝鮮で教職にあったため、幼少から中学卒業までを朝鮮で過ごす。金沢の旧制第四高校に入学した1939年より俳句をはじめ、「馬酔木」「寒雷」などに投句、加藤楸邨、中村草田男に師事。1942年、東京帝国大学国文科入学。1943年、召集を受け旧満州の牡丹江の部隊に配属。遺稿になるかもしれないと考え、句集の草稿を後に妻となる細見綾子に託す。1944年、綾子の尽力で第一句集『雪白』出版。9月に東大卒業。
1946年、金沢で原子公平らとともに「風」を創刊。同誌には金子兜太なども集まり、50年代より社会性俳句議論の中心となる。1947年、綾子と結婚。また金沢大学で講師の職につく。1956年、第二句集『塩田』を出版。同年、東京都武蔵野市に転居し、文部省勤務となる。1966年、東京藝術大学助教授に転任。70年同教授。1987年、大学を定年退職し同名誉教授。また俳人協会会長に就任。1993年、勲三等旭日中綬章受勲。1995年、句集『眼前』にて第10回詩歌文学館賞を受賞、『昭和俳句の青春』にて第10回俳人協会評論賞を受賞。1996年、句集『白鳥』にて第30回蛇笏賞を受賞。2001年11月5日、死去。「風」は、翌年3月号の沢木の追悼特集号をもって終刊。門下に檜山哲彦など。
戦後より「風」誌を中心に社会性俳句を主唱。社会性俳句を社会主義イデオロギーを根底に持つ俳句と捉え政治性をはっきりと打ち出した。特に代表句「塩田に百日筋目つけ通し」を含む「能登塩田」連作（1955年）は話題を呼び、この連作を含む句集『塩田』は西東三鬼の激賞を受ける。日米安保条約改定後の1960年頃からは社会性を後退させ写実中心の作風に移行、正岡子規の写生説の見直しを行いつつ「即物具象」のスローガンを掲げた。後期の代表作に瓢湖での作「八雲わけ大白鳥の行方かな」（『白鳥』）がある。

## 著書
- 『沖縄吟遊集 句集』牧羊社 現代俳句15人集 1974
- 『定本塩田 沢木欣一句集』牧羊社　1976
- 『沢木欣一集』自註現代俳句シリーズ 俳人協会　1980
- 『日々の俳句』求竜堂　1983
- 『遍歴 句集』立風書房　1983
- 『往還 句集』角川書店　1986
- 『俳の風景』角川書店　1986
- 『沢木欣一 自選三百句』春陽堂書店・俳句文庫　1991
- 『眼前 句集』角川書店　現代俳句叢書 1994
- 『昭和俳句の青春』角川書店　1995
- 『俳句の基本』東京新聞出版局　1995
- 『白鳥 句集』角川書店　1995
- 『沖縄吟遊集 沢木欣一句集』邑書林句集文庫 1996
- 『交響 句集』角川書店　1999
- 『綾子の手 句集』角川書店　2000

### 編著
- 『近代俳人（俳句シリーズ人と作品）』編　桜楓社　1973
- 『奥の細道を歩く』編　東京新聞出版局　1990
- 『細見綾子俳句鑑賞』編　東京新聞出版局　1992
- 『子規・写生 没後百年』編著　角川書店　2001